# Lista de conflitos envolvendo a Áustria
Esta é uma lista de conflitos envolvendo a Áustria.
      Vitória da Áustria
      Derrota da Áustria
      Outro resultado (por exemplo: um tratado ou paz sem um resultado claro, status quo ante bellum, resultado de conflito civil ou interno, resultado desconhecido ou indeciso)
      Conflito em andamento

## Margraviado da Áustria (976–1156)
| Início           | Final            | Nome do conflito      | Beligerantes (excluindo a Áustria, mencionada como margraviado do Ducado da Baviera) | Beligerantes (excluindo a Áustria, mencionada como margraviado do Ducado da Baviera) | Resultado                   |
| Início           | Final            | Nome do conflito      | Aliados | Inimigos                                                                             | Resultado                   |
| ---------------- | ---------------- | --------------------- | --- | ------------------------------------------------------------------------------------ | --------------------------- |
| 29 Junho 1073    | 27 Outubro 1075  | Rebelião Saxônica     | Sacro Império Romano | Ducado da Saxônia                                                                    | Vitória - Rebelião suficada |
| 12 Maio 1082     | 12 Maio 1082     | Batalha de Mailberg   | | Ducado da Boêmia                                                                     | Derrota                     |
| 11 Setembro 1146 | 11 Setembro 1146 | Batalha of the Fischa | Ducado da Baviera | Reino da Hungria                                                                     | Derrota                     |
| 1147             | 1149             | Segunda Cruzada       | Cruzadas: · Sacro Império Romano · Reino da França · Reino de Jerusalém · Condado de Trípoli · Principado de Antioquia · Reino da Inglaterra · Império Bizantino · Reino da Sicília · Estados Papais | Sultanato de Seljuq · Emirato dos Zênguidas · Califado Abássida                      | Derrota                     |

## Ducado da Áustria (1156–1453)
| Início           | Final            | Nome do conflito                  | Beligerantes (excluindo a Áustria, mencionada como um Estado do Sacro Império Romano) | Beligerantes (excluindo a Áustria, mencionada como um Estado do Sacro Império Romano)                   | Resultado                     |
| Início           | Final            | Nome do conflito                  | Aliados | Inimigos                                                                                                | Resultado                     |
| ---------------- | ---------------- | --------------------------------- | --- | --- | ----------------------------- |
| 1190             | 1191             | Terceira Cruzada                  | Cruzadas: Reino de Jerusalém Reino da Inglaterra Reino da França Sacro Império Romano | Aiúbida · Zênguidas · Império Seljuk · Império Bizantino · Reino da Sicília                             | Vitória - Tratado de Jafa     |
| Abril 1197       | Julho 1198       | Cruzada de 1197                   | Sacro Império Romano | Aiúbida                                                                                                 | Vitória                       |
| 1217             | 1221             | Quinta Cruzada                    | Cruzadas: Império Latino de Constantinopla Reino do Chipre Sultanato de Rum Sacro Império Romano Cavaleiros Templários Cavaleiros Teutônicos Cavaleiros Hospitalários Reino da Hungria Condado da Holanda Reino da França Estados Papais | Egípcios: Aiúbida                                                                                       | Vitória                       |
| 15 Junho 1246    | 1 Maio 1254      | Guerra Austro-Húngara (1246–1254) | | Reino da Hungria                                                                                        | Derrota                       |
| Julho 1260       | 31 Março 1261    | Guerra da Estíria                 | Reino da Boêmia | Reino da Hungria                                                                                        | Vitória - Paz de Viena        |
| 1275             | 26 Agosto 1278   | Guerra Habsburg–Přemyslid         | Sacro Império Romano Reino da Hungria (incluindo Cumanos e Sículos) & mercenários: Suábios, Estírios, Bávaros etc. | Reino da Boêmia & mercenários: Brandemburguês, Meissênios, Silésios, Polacos etc.                       | Vitória                       |
| 2 Julho 1298     | 2 Julho 1298     | Batalha de Göllheim               | Reino da Boêmia | Condado de Nassau Eleitorado do Palatinado                                                              | Vitória                       |
| 31 Maio 1307     | 31 Maio 1307     | Batalha de Lucka                  | Sacro Império Romano | Margraviado de Meissen                                                                                  | Derrota                       |
| 28 Setembro 1322 | 28 Setembro 1322 | Batalha de Mühldorf               | Diocese de Passau Arcebispado de Salzburgo | Ducado da (Alta) Baviera Reino da Boêmia Burgraviato de Nuremberg                                       | Derrota                       |
| 1419             | 1434             | Guerras Hussitas                  | Igreja Católica Sacro Império Romano Reino da Hungria Estados Papais Ordem de Malta Ordem Teutônica Reino da Inglaterra Despotado Sérvio Utraquismo(1423-1434)                                                                           | Hussitas(1419-1423) Hussitas Radicais (1423-1434) Grão-Ducado da Lituânia Apoiado por: Reino da Polônia | Vitória - Compactata de Basel |
| 2 Novembro 1440  | 12 Junho 1446    | Antiga Guerra de Zurique          | Cidade Imperial de Zurique França | Antiga Confederação Helvética · Cantão de Appenzell                                                     | Vitória - Paz de Einsiedeln   |

## Arquiducado da Áustria (1453–1804)
| Início           | Final             | Nome do conflito                                                                                  | Beligerantes (excluindo a Áustria, mencionada como um Estado do Sacro Império Romano) | Beligerantes (excluindo a Áustria, mencionada como um Estado do Sacro Império Romano) | Resultado |
| Início           | Final             | Nome do conflito                                                                                  | Aliados | Inimigos | Resultado |
| ---------------- | ----------------- | ------------------------------------------------------------------------------------------------- | --- | --- | --- |
| 1458             | 1465              | Guerra da Áustria Interior                                                                        | | Alberto VI da Áustria Reino da Boêmia | Vitória |
| 4 Março 1459     | Abril 1462        | Guerra Austro-Húngara (1459–62)                                                                   | | Reino da Hungria | Derrota |
| 1 Fevereiro 1469 | Outubro 1469      | Feudo Baumkircher [de]                                                                            | | Apoiadores de Andreas Baumkircher [de] | Vitória |
| 1474             | 5 Janeiro 1477    | Guerra da Borgonha                                                                                | Ducado da Lorena · Antiga Confederação Helvética | Ducado da Borgonha · Ducado de Saboia | Vitória |
| 19 Agosto 1477   | 23 Dezembro 1482  | Guerra de Sucessão da Borgonha                                                                    | Holanda Burgúndia | Reino da França | - Tratado de Arras (1482) |
| 1477             | 1488              | Guerra Austro-Húngara (1477–88)                                                                   | Sacro Império Romano | Reino da Hungria | Derrota |
| 2 Fevereiro 1478 | 1478              | Revolta Camponesa da Caríntia                                                                     | | Liga Camponesa da Caríntia | Vitória - Rebelião sufocada |
| 5 Junho 1483     | Junho 1485        | Revolta Flamenga de 1483–1485                                                                     | | Rebeldes Flamengos | Vitória - Rebelião sufocada |
| Junho 1486       | 22 Julho 1489     | Guerra Louca                                                                                      | Nobres rebeldes - Ducado da Lorena - Ducado da Bretanha - Casa de Albret - Principado de Orange - Condado de Angoumois Apoiado por: - Sacro Império Romano - Reino da Inglaterra - Reino de Castela-Leão | Reino da França | Derrota - Tratado de Frankfurt (1489) |
| Novembro 1487    | 1492              | Revolta Flamenga de 1487–1492                                                                     | | Rebeldes Flamengos | Vitória - Rebelião sufocada |
| 1490             | 7 Novembro 1491   | Guerra Austro-Húngara (1490–91)                                                                   | Sacro Império Romano | Reino da Hungria | Vitória - Paz de Pressburg (1491) |
| 31 Março 1495    | 1498              | Guerra italiana de 1494-1498                                                                      | Liga de Veneza: · Estados Papais · República de Veneza · Reino de Nápoles · Reinos da Espanha · Ducado de Milão · Sacro Império Romano-Germânico · República Florentina · Ducado de Mântua · Reino da Inglaterra (from 1496) | Reino da França | Vitória |
| 20 Janeiro 1499  | 22 Setembro 1499  | Guerra dos Suabos                                                                                 | Liga da Suábia Sacro Império Romano | Antiga Confederação Helvética | Derrota |
| 1505             | 19 Julho 1506     | Guerra Austro-Húngara (1505–06)                                                                   | Sacro Império Romano | Reino da Hungria | Derrota - Tratado de Viena (1506) |
| Fevereiro 1508   | 4 Dezembro 1516   | Guerra da Liga de Cambrai                                                                         | 1508–1510: League of Cambrai: - - Estados Papais - França - Sacro Império Romano-Germânico - Espanha - Ducado de Ferrara 1511–1513: Liga Sacra: - Estados Papais - Veneza - Espanha - Sacro Império Romano-Germânico - Inglaterra - Mercenários suíços 1513–1516: - Estados Papais - Espanha - Sacro Império Romano-Germânico - Inglaterra - Ducado de Milão - Mercenários suíços | 1508–1510: - Veneza 1513–1516: - Veneza - França - Escócia - Ducado de Ferrara | Derrota |
| 1521             | 14 Janeiro 1526   | Guerra Italiana de 1521–1526                                                                      | Sacro Império Romano-Germânico · Espanha · Inglaterra · Estados Papais | França República de Veneza | Vitória - Tratado de Madri |
| 1524             | 1525              | Guerra dos Camponeses                                                                             | Sacro Império Romano-Germânico · Liga da Suábia | Exército camponês | Vitória - Rebelião sufocada |
| 22 Maio 1526     | 10 Agosto 1530    | Guerra da Liga de Cognac                                                                          | 1526-1528: · Sacro Império Romano-Germânico · Espanha · Ducado de Ferrara · 1528-1530: · Sacro Império Romano-Germânico · Espanha · República de Gênova · Ducado de Ferrara · Ducado de Mântua | 1526-1528: · França · Estados Papais · República de Veneza · República Florentina · Reino da Inglaterra · Reino de Navarra · República de Gênova · Ducado de Milão · 1528-1530: · França · Estados Papais · República de Veneza · República Florentina · Ducado de Milão · Reino de Navarra | Vitória - Tratado de Cambrai |
| 17 Dezembro 1526 | 22 Julho 1533     | Guerra Otomano-Habsburgo (1526–1533)                                                              | Sacro Império Romano-Germânico · Espanha · Estados Papais | Império Otomano | Derrota - Tratado de Constantinopla (1533) |
| Março 1536       | 18 Junho 1538     | Guerra italiana de 1536-1538                                                                      | Sacro Império Romano-Germânico · Espanha | Reino da França · Império Otomano | Derrota - Trégua de Nice |
| Maio 1536        | 19 Junho 1547     | Guerra Otomano-Habsburgo (1536–1547)                                                              | Sacro Império Romano-Germânico · Espanha · Estados Papais | Império Otomano · França | Derrota - Trégua de Adrianópolis (1547) |
| 12 Julho 1542    | 18 Setembro 1544  | Guerra Italiana de 1542–1546                                                                      | Sacro Império Romano-Germânico · Espanha · Reino da Inglaterra | França Império Otomano · Jülich-Cleves-Berg | Inconclusiva - Tratado de Crépy |
| 10 Julho 1546    | 23 Maio 1547      | Guerra de Esmalcalda                                                                              | Império de Carlos V: · - Sacro Império Romano-Germânico Sacro Império Romano - Espanha | Liga de Esmalcalda | Vitória - Capitulação de Wittenberg |
| 1551             | 27 Novembro 1562  | Guerra Otomano-Habsburgo (1551–1562)                                                              | Sacro Império Romano-Germânico · Espanha · Estados Papais | Império Otomano · França | Derrota - Tratado de Frankfurt (1562) |
| 1566             | 17 Fevereiro 1568 | Guerra Otomano-Habsburgo (1566–1568)                                                              | Sacro Império Romano-Germânico · Espanha · Estados Papais | Império Otomano | Derrota - Tratado de Adrianópolis (1568) |
| 22 Agosto 1587   | 9 Março 1589      | Guerra de sucessão polaca (1587–88)                                                               | Apoios de Maximiliano III, Arquiduque da Áustria | Apoios de Sigismundo III Vasa | Derrota - Tratado de Bytom e Będzin |
| 29 Julho 1593    | 11 Novembro 1606  | Longa Guerra Turca                                                                                | Sacro Império Romano-Germânico · Transilvânia · Valáquia · Moldávia · Zaporójia Host · Espanha · Rebeldes sérvios · Estados Papais · Veneza · Saxônia · Toscana · Pérsia · Cavaleiros de Santo Estêvão · Rebeldes Búlgaros · Ducado de Ferrara · Ducado de Mântua · Ducado de Saboia                                                                                              | Império Otomano · Canato Nogai | Inconclusiva - Paz de Zsitvatorok |
| 10 Junho 1609    | 24 Outubro 1610   | Guerra da sucessão Jülich                                                                         | Sacro Império Romano-Germânico · Principado de Estrasburgo · Principado-Bispado de Liège · Liga Católica | Margraviado de Brandemburgo · Palatinado-Neuburgo · Províncias Unidas · Reino da França · União Protestante | Derrota - Tratado de Xanten |
| Julho 1612       | Setembro 1614     | Rappenkrieg                                                                                       | | Rebeldes camponeses | Vitória - Rebelião sufocada |
| Janeiro 1616     | 26 Setembro 1617  | Guerra de Gradisca                                                                                | Sacro Império Romano-Germânico Espanha · | República de Veneza · Províncias Unidas · Inglaterra | Derrota - Tratado de Madri (1617) |
| 23 Maio 1618     | 24 Outubro 1648   | Guerra dos Trinta Anos - inclui a Guerra da Sucessão de Mântua                                    | Sacro Império Romano-Germânico · - Liga Católica - Baviera Espanha e suas possessões · Dinamarca-Noruega (1643-1645) | Suécia · França · Boêmia · Dinamarca-Noruega (1625-1629) · Saxônia · Províncias Unidas · Eleitorado do Palatinado · Brunsvique-Luneburgo · Inglaterra · Escócia · Brandemburgo-Prússia · Transilvânia · Rebeldes húngaros anti-Habsburgo · Império Otomano                                  | - Paz de Vestfália |
| 27 Maio 1657     | 3 Maio 1660       | Segunda Guerra do Norte                                                                           | Polônia · (Lituânia-Polonesa) · Dinamarca-Noruega · Rússia (1656–58) · Canato da Crimeia · Brandemburgo-Prússia (1655–56, 1657–60) · Províncias Unidas | Império Sueco · Brandemburgo-Prússia (1656–57) · Principado da Transilvânia · Cossacos Ucranianos (1657) · Grão-Ducado da Lituânia · Valáquia · Moldávia | Inconclusiva - Tratado de Oliva |
| 12 Abril 1663    | 10 Agosto 1664    | Guerra austro-turca (1663-1664)                                                                   | Sacro Império Romano-Germânico · Liga do Reno | Império Otomano | Vitória militar austríaca Vitória diplomática e comercial otomana - Paz de Vasvár |
| 1 Julho 1673     | 26 Janeiro 1679   | Guerra Franco-Holandesa                                                                           | Províncias Unidas · Sacro Império Romano-Germânico - Brandemburgo-Prússia Espanha · Dinamarca-Noruega · Inglaterra (1678) | França · Inglaterra (1672–74) · Suécia · Münster · Colônia | Derrota - Tratados de Nimega |
| 1680             |                   | Levante Camponês                                                                                  | | Camponeses tchecos | Vitória - Rebelião sufocada |
| 1683             | 15 Agosto 1684    | Guerra das Reuniões                                                                               | Sacro Império Romano-Germânico · Espanha · República de Gênova | Reino da França | Derrota - Trégua de Ratisbon |
| 14 Julho 1683    | 26 Janeiro 1699   | Grande Guerra Turca                                                                               | Sacro Império Romano-Germânico · Czarado da Rússia · Hetmanato Cossacos · Polônia · (Lituânia-Polonesa) · República de Veneza · Rebeldes albaneses · Rebeldes Sérvios · Rebeldes Gregos · Espanha | Império Otomano · Canato da Crimeia | Vitória - Tratado de Karlowitz |
| 27 Setembro 1688 | 20 Setembro 1697  | Guerra dos Nove Anos                                                                              | Grande Aliança: · Províncias Unidas · Inglaterra · Sacro Império Romano-Germânico · Espanha · Piedmont-Saboia · Suécia (até 1691) · Escócia | França · Jacobitas Irlandeses | Inconclusiva - Tratado de Rijswijk |
| 9 Julho 1701     | 7 Março 1714      | Guerra da Sucessão Espanhola                                                                      | Espanha leal ao Arqueduque Carlos · Inglaterra · Grã-Bretanha · Províncias Unidas · Ducado de Saboia · Prússia · Reino de Portugal | Espanha leal a Filipe V de Espanha · Reino da França · Eleitorado da Baviera · Kurucs (Reino da Hungria) · Principado da Transilvânia | Filipe V confirmado como Rei da Espanha Ganhos territoriais dos Habsburgos - Tratado de Rastatt                                                                                           |
| 13 Abril 1716    | 21 Julho 1718     | Guerra austro-turca (1716-1718)                                                                   | República de Veneza | Império Otomano | Vitória - Tratado de Passarowitz |
| 2 Agosto 1718    | 17 Fevereiro 1720 | Guerra da Quádrupla Aliança                                                                       | Grã-Bretanha · França · Sacro Império Romano-Germânico · Províncias Unidas · Saboia | Espanha | Vitória - Tratado de Haia (1720) |
| 10 Outubro 1733  | 3 Outubro 1735    | Guerra de Sucessão da Polônia                                                                     | Polônia leal a Augusto III · Império Russo · Sacro Império Romano-Germânico - Saxônia - Prússia | Polônia leal a Estanislau I · França · Espanha · Reino da Sardenha · Ducado de Parma | Augusto III confirmado como Rei da Polônia - Tratado de Viena - Ducado da Lorena cedido para Estanislau I - Nápoles e Sicília cedidas à Espanha - Compensado com ganho do Ducado de Parma |
| 12 Julho 1737    | 18 Setembro 1739  | Guerra Russo-Turca (1735–1739)                                                                    | Império Russo | Império Otomano | Derrota - Tratado de Belgrado |
| 16 Dezembro 1740 | 18 Outubro 1748   | Guerra de Sucessão Austríaca - inclui a Primeira Guerra da Silésia e a Segunda Guerra da Silésia. | Grã-Bretanha · Hanôver · Províncias Unidas · Saxônia (1743–45) · Reino da Sardenha · Rússia · (1741–43) (1748) | Reino da Prússia · (1740–42) (1744–45) · Reino da Espanha (1740-1746) · Reino da França · Baviera (1741–45) · Saxônia (1741–42) · Nápoles e Sicília · República de Gênova · Suécia (1741–43)                                                                                                | Sanção pragmática reconhecida Perdas territoriais dos Habsburgos - Tratado de Aquisgrão (1748)                                                                                            |
| 29 Agosto 1756   | 15 Fevereiro 1763 | Guerra dos Sete Anos - inclui a Terceira Guerra da Silésia.                                       | França · Rússia · Espanha · Suécia · Saxônia | Prússia · Grã-Bretanha · Hanôver · Brunsvique-Volfembutel · Reino de Portugal · Hesse-Kassel · Eschaumburgo-Lipa · Confederação Iroquoi | Impasse militar O status quo antes da guerra na Europa, - Tratado de Hubertusburgo |
| Julho 1778       | 13 Maio 1779      | Guerra da Sucessão Bávara                                                                         | | Reino da Prússia · Eleitorado da Saxônia | Inconclusiva - Tratado de Teschen |
| 18 Agosto 1789   | 12 Janeiro 1791   | Revolução de Liège                                                                                | Principado-Bispado de Liège | República de Liège · Estados Belgas Unidos · Reino da Prússia | Vitória - Revolução sufocada |
| 24 Outubro 1789  | 3 Dezembro 1790   | Revolução brabantina                                                                              | | Estados Belgas Unidos · República de Liège · Reino da Prússia | Vitória - Revolução sufocada |
| Fevereiro 1788   | 4 Agosto 1791     | Guerra austro-turca (1787-1791)                                                                   | Império Russo | Império Otomano | Vitória - Tratado de Sistova |
| 20 Abril 1792    | 18 Abril 1797     | Guerra da Primeira Coligação                                                                      | Sacro Império Romano-Germânico · Prússia · Grã-Bretanha · Realistas franceses · Espanha (1793–95) · Portugal · Sardenha · Nápoles e Sicília · Outros Estados Italianos · Império Otomano · Províncias Unidas | República Francesa · Espanha (1796–97) | Derrota - Tratado de Leoben - Tratado de Campoformio |
| Junho 1794       | Novembro 1794     | Revolta Kościuszko                                                                                | Império Russo · Prússia | Forças polonesas | Vitória - Terceira partição da Polônia |
| 26 Junho 1797    | Julho 1797        | Revolta Denisko                                                                                   | | Rebeldes poloneses | Vitória - Rebelião sufocada |
| 12 Março 1799    | 9 Fevereiro 1801  | Guerra da Segunda Coligação                                                                       | Império Russo · Grã-Bretanha · Realistas franceses · Portugal · Duas Sicílias · Império Otomano | República Francesa · Espanha · Dinamarca-Noruega | Derrota - Tratado de Lunéville |

## Império Austríaco (1804-1867)
| Início            | Final            | Nome do conflito                                                             | Beligerantes (excluindo o Império Austríaco) | Beligerantes (excluindo o Império Austríaco) | Resultado                                 |
| Início            | Final            | Nome do conflito                                                             | Aliados | Inimigos | Resultado                                 |
| ----------------- | ---------------- | ---------------------------------------------------------------------------- | --- | --- | ----------------------------------------- |
| 9 Agosto 1805     | 26 Dezembro 1805 | Guerra da Terceira Coligação                                                 | Reino Unido · Império Russo · Reino da Sicília · Reino de Nápoles · Portugal · Suécia · | Primeiro Império Francês · Espanha | Derrota - Paz de Presburgo                |
| 10 Abril 1809     | 14 Outubro 1809  | Guerra da Quinta Coligação                                                   | Reino Unido · Sicília · Sardenha · Schwarze Schar [de] | Primeiro Império Francês Estados clientes franceses | Derrota - Tratado de Schönbrunn           |
| 24 Junho 1812     | 30 Janeiro 1813  | Invasão francesa da Rússia                                                   | Primeiro Império Francês · Prússia | Rússia · Reino Unido · Suécia | Áustria junta-se à Coalizão               |
| 15 Agosto 1813    | 11 Abril 1814    | Guerra da Sexta Coligação                                                    | Rússia · Prússia · Reino Unido · Suécia · Espanha · Portugal · Sicília · Sardenha | Primeiro Império Francês Estados clientes franceses | Vitória - Tratado de Fontainebleau (1814) |
| 20 Março 1815     | 8 Julho 1815     | Guerra da Sétima Coligação                                                   | Sétima Coligação: · Império Russo · Prússia · Reino Unido · Hanôver · Nassau · Brunswick · Suécia · União holandesa · Espanha · Portugal · Sardenha · Sicília · Toscana · Suíça · Realistas franceses                        | Primeiro Império Francês Nápoles | Vitória - Tratado de Paris (1815)         |
| 1820              | 1821             | Levantes Carbonários de 1820-1821                                            | | Carbonária | Vitória                                   |
| 1839              | 1841             | Segunda Guerra Egípcio-Otomana                                               | Império Otomano Império Britânico Império Russo | Egito Reino da França Império Espanhol | Vitória                                   |
| 20 Fevereiro 1846 | 4 Março 1846     | Levante da Cracóvia [en]                                                     | | Movimento de independência polonesa [en] | Vitória                                   |
| 15 Março 1848     | 13 Agosto 1849   | Revolução húngara de 1848                                                    | Império Russo | Hungria | Vitória - Rendição em Világos [en]        |
| 23 Março 1848     | 24 Março 1849    | Primeira Guerra de Independência Italiana                                    | | Reino da Sardenha Grão-ducado da Toscana Aliado brevemente com: Estados Papais Reino das Duas Sicílias | Vitória                                   |
| 29 Abril 1859     | 11 Julho 1859    | Segunda Guerra de Independência Italiana                                     | | Reino da Sardenha Segundo Império Francês | Derrota - Armistício de Villafranca       |
| 1 Fevereiro 1864  | 30 Outubro 1864  | Segunda Guerra do Eslésvico                                                  | Prússia | Dinamarca | Vitória                                   |
| 14 Junho 1866     | 23 Agosto 1866   | Guerra Austro-Prussiana - Inclui a Terceira Guerra de Independência Italiana | Confederação Germânica: · Saxônia · Baviera · Grão-Ducado de Baden · Reino de Württemberg · Hanôver · Hesse-Darmstadt · Hesse-Kassel · Reuss-Greiz · Saxe-Meiningen · Eschaumburgo-Lipa · Nassau · Cidade Livre de Frankfurt | Prússia · Itália · Mecklemburgo-Schwerin · Mecklemburgo-Strelitz · Oldemburgo · Anhalt · Brunswick · Saxe-Altemburgo · Saxe-Coburgo-Gota · Lipa · Schwarzburgo-Sondershausen [en] · Waldeck · Bremen · Hamburgo · Lübeck | Derrota - Paz de Praga (1866)             |

## Império Austro-Húngaro (1867-1918)
| Início          | Final           | Nome do conflito        | Beligerantes (excluindo o Império Austro-Húngaro)                                                     | Beligerantes (excluindo o Império Austro-Húngaro)                                                                | Resultado |                                                              |  |                 |         |
| --------------- | --------------- | ----------------------- | --- | --- | --- | ------------------------------------------------------------ |  | --------------- | ------- |
| Início          | Final           | Nome do conflito        | Aliados                                                                                               | Inimigos | Resultado | Campanha austro-húngara na Bósnia e Herzegovina em 1878 [en] |  | Império Otomano | Vitória |
| 2 Novembro 1899 | 7 Setembro 1901 | Levante dos Boxers      | Aliança das Oito Nações: · Japão · Rússia · Reino Unido · França · Estados Unidos · Alemanha · Itália | Righteous Harmony Society · Império Qing                                                                         | Vitória |                                                              |  |                 |         |
| 28 Julho 1914   | 3 Novembro 1918 | Primeira Guerra Mundial | Impérios Centrais Alemanha · Império Otomano · Bulgária (1915–18)                                     | Aliados: · França · Império Britânico · Rússia (1914–17) · Itália · Estados Unidos (1917–18) · Sérvia · e outros | Derrota, o Império Austro-Húngaro é dissolvido. - Conferência de Paz de Paris (1919) - Tratado de Saint-Germain-en-Laye (1919) |                                                              |  |                 |         |

## República da Áustria Alemã (1918-1919)
| Início           | Final         | Nome do conflito                     | Beligerantes (excluindo a Áustria-Alemã) | Beligerantes (excluindo a Áustria-Alemã)                                                                   | Resultado |
| Início           | Final         | Nome do conflito                     | Aliados                                  | Inimigos                                                                                                   | Resultado |
| ---------------- | ------------- | ------------------------------------ | ---------------------------------------- | --- | --- |
| 23 Novembro 1918 | 31 Julho 1919 | Conflito austro-esloveno na Caríntia |                                          | Estado dos Eslovenos, Croatas e Sérvios (antes da unificação) · Reino da Iugoslávia (depois da unificação) | Cessar fogo - No plebiscito da Caríntia, o sudeste da Caríntia vota a favor da adesão à Áustria. - As mudanças territoriais são coordenadas pelo Tratado de Saint-Germain-en-Laye. - A maioria do sudeste da Caríntia é cedida à Áustria. - O Vale de Meža e Jezersko foram cedidos ao Reino dos Sérvios, Croatas e Eslovenos. |

## Primeira República Austríaca (1919–1934)
| Início            | Final             | Nome do conflito                  | Beligerantes (excluindo a Áustria)                                                                        | Beligerantes (excluindo a Áustria)                                                      | Resultado |
| Início            | Final             | Nome do conflito                  | Aliados                                                                                                   | Inimigos                                                                                | Resultado |
| ----------------- | ----------------- | --------------------------------- | --- | --------------------------------------------------------------------------------------- | --- |
| 28 Agosto 1921    | 13 Outubro 1921   | Levante na Hungria Ocidental [en] | Áustria Hungria                                                                                           | Rongyos Gárda [en] Lajtabánság [en] Voluntários muçulmanos Bosníacos e Albaneses Muslim | Vitória, Sopron e seus arredores permaneceram na Hungria.                                                                                 |
| 12 Fevereiro 1934 | 16 Fevereiro 1934 | Guerra Civil Austríaca            | Frente Patriótica - Exército nacional - Polícia - Gendarmaria - Heimwehr - Ostmärkische Sturmscharen [en] | SDAPÖ · - Republikanischer Schutzbund KPÖ                                               | Vitória do governo - Fim do sistema multipartidário - Consolidação do poder pela Frente Patriótica - Criação do Estado Federal da Áustria |

## Estado Federal de Áustria (1934 - 1938)
| Início        | Final         | Nome do conflito | Beligerantes (excluindo a Áustria)                        | Beligerantes (excluindo a Áustria)                                      | Resultado |
| Início        | Final         | Nome do conflito | Aliados                                                   | Inimigos                                                                | Resultado |
| ------------- | ------------- | ---------------- | --------------------------------------------------------- | ----------------------------------------------------------------------- | --- |
| 25 Julho 1934 | 30 Julho 1934 | Golpe de Julho   | VF - Exército nacional - Polícia - Gendarmaria - Heimwehr | Schutzstaffel (SS) - SS Standarte 89 [en] Nacional-socialismo austríaco | Vitória do governo - Golpe de Estado nazista falhou - Frente Patriótica continua no poder - Chanceler Engelbert Dollfuss é morto |

## Áustria moderna
| Início | Final   | Nome do conflito      | Beligerantes (excluindo a Áustria)    | Beligerantes (excluindo a Áustria) | Resultado                                              |
| Início | Final   | Nome do conflito      | Aliados                               | Inimigos                           | Resultado                                              |
| ------ | ------- | --------------------- | ------------------------------------- | ---------------------------------- | ------------------------------------------------------ |
| 2001   | ongoing | Guerra do Afeganistão | Afeganistão · Estados Unidos · ISAF · | Emirado Islâmico do Afeganistão    | Queda do regime Talibã Insurgência Talibã em andamento |